# Alsóricsó
Alsóricsó (1899-ig Alsó-Hricsó, szlovákul Dolný Hričov) község Szlovákiában, a Zsolnai kerületben, a Zsolnai járásban.

## Fekvése
Zsolnától 8 km-re nyugatra, a Biccsei-völgyben fekszik, Felsőricsó közelében.

## Története
Ricsó már 1208-ban „Rizoi” alakban szerepel oklevélben. Alsóricsó falut 1282-ben „Inferior Hericou” néven említik először, a közeli Ricsó várának szolgálófalujaként keletkezett a 13. század közepén. Kezdetben egyházi, majd királyi birtok, később a nagybiccsei uradalommal együtt Eszterházy Antal a birtokosa. 1598-ban 30 adózó portája volt. A 18. század elején a ricsói vár leégett. 1720-ban 20 adóegység volt a településen. 1784-ben 81 házában 98 családban 547 lakos élt.
A 18. század végén Vályi András így ír róla: „Alsó, Felső, és Podhrágy Hricsó. Tót faluk Trentsén Várm. földes Urok H. Eszterházy Uraság, lakosaik katolikusok, fekszenek Vág vize mellett, Zolnához 1 mértföldnyire, Podhrágynak szomszédságában, földgyeik a’ síkon termékenyek, legelőjök jó, fájok van elég, piatzozások közel.”
1828-ban 70 háza és 637 lakosa volt. 1831-ben a falut súlyos kolerajárvány pusztította.
Fényes Elek 1851-ben kiadott geográfiai szótárában így ír a faluról: „Hrissó (Alsó), tót falu, Trencsén vmegyében, a Vágh bal partján. Lakja 626 kath. Van kath. paroch. temploma, és egy nagy vendégfogadója a Sziléziába vivő országutban. F. u. h. Eszterházy. Ut. p. Zsolna.”
A trianoni békéig Trencsén vármegye Vágbesztercei járásához tartozott.
1921-ben egy tűzvészben a falu fele leégett.

## Népessége
| Év:            | 1994. | 2004.   | 2014.   | 2024.   |
| -------------- | ----- | ------- | ------- | ------- |
| Emberek száma: | 1404  | 1496    | 1548    | 1692    |
| Eltérés:       |       | +6,55 % | +3,47 % | +9,30 % |

| Év:            | 2023. | 2024.   |
| -------------- | ----- | ------- |
| Emberek száma: | 1673  | 1692    |
| Eltérés:       |       | +1,13 % |

1910-ben 590, túlnyomórészt szlovák anyanyelvű lakosa volt.
2001-ben 1454 lakosából 1440 szlovák volt.
2011-ben 1516 lakosából 1453 szlovák volt.
2021-ben 1651 lakosából 1591 (+2) szlovák, 1 cigány, 1 (+1) ruszin, 7 (+9) egyéb és 51 ismeretlen nemzetiségű volt.

## Neves személyek
- Itt szolgált Krajcsik János (1804-1890) választott püspök, kanonok, országgyűlési képviselő, egyházjogász.

## Nevezetességei
- Legrégibb fennmaradt épülete a 13.-14. században épített Mihály arkangyal tiszteletére szentelt római katolikus templom. 1820-ban mellékhajóval bővítették.
- Kastélyát 1566-ban építették, ma kulturális célokat szolgál.
- Határában egy bizarr sziklaalakzat, a ricsói tű található.